# Cristóbal de León
Cristóbal de León (fallecido en 1729), fue un pintor barroco sevillano, discípulo o seguidor de Juan de Valdés Leal.
Elogiado por Ceán Bermúdez como uno de los pintores de mérito que quedaron en Sevilla a la muerte de Murillo y Valdés Leal, pintó al temple, «con libertad y buen gusto», los adornos y pájaros de la desaparecida iglesia del Oratorio de san Felipe Neri y dieciocho retratos al óleo de Venerables de la misma congregación para la antesacristía del templo, entre ellos el del cardenal Belluga, conservados actualmente en la residencia de los Padres filipenses de San Alberto, en los que es perceptible su dominio del color.
Ceán mencionó también a un Felipe de León, activo en Sevilla por los mismos años y posiblemente hermano de Cristóbal, del que se conservaban en Sevilla algunas copias de cuadros de Murillo que son «estimadas de los aficionados». 